# Микитюк Марія Михайлівна
Марі́я Миха́йлівна Микитю́к (нар. 1995, Старі Кривотули — 8 січня 2020, Тегеран) — бортпровідниця рейсу PS752 Boeing 737. Герой України.

## Біографія
Народилася 1995 року в селі Старі Кривотули Тисменицького району Івано-Франківської області.
Проживала в Івано-Франківську. У 2012 році закінчила Українську гімназію № 1.
З 2012 по 2018 рік навчалась у Національному авіаційному університеті на факультеті лінгвістики та соціальних комунікацій.
Працювала в компанії «МАУ» бортпровідницею.
8 січня 2020 року загинула внаслідок збиття літака Boeing 737 рейсу PS752 авіакомпанії «Міжнародні авіалінії України» ракетами Протиповітряної оборони Ірану. За словами офіційних представників Ірану, причиною трагедії став людський фактор. На момент смерті дівчині було 24 роки.
Похована в селі Старі Кривотули.

## Нагороди
- Звання Герой України з удостоєнням ордена «Золота Зірка» (29 грудня 2020, посмертно) — за героїзм і самовіддані дії, виявлені під час виконання службового обов'язку[6]

## Особисте життя
Єдина дитина у сім'ї. 4 роки зустрічалася з Богданом Виновим, в 2021 році планувала одружитися з ним.